# Calamphoreus inflatus
Calamphoreus inflatus là một loài thực vật có hoa trong họ Huyền sâm. Loài này được (C.A.Gardner) Chinnock mô tả khoa học đầu tiên năm 2007.